# Jerry Donahue
Pour les articles homonymes, voir Donahue.
Jerry Donahue, né le 24 septembre 1946 à Manhattan, est un guitariste et producteur américain principalement connu pour son travail sur la scène folk rock britannique en tant que membre de Fotheringay et de Fairport Convention.

## Biographie
Jerry Donahue, né à Manhattan est le fils du saxophoniste Sam Donahue et de l'actrice Patricia Donahue. Il grandit à Los Angeles. Encouragé par ses parents, il apprend la guitare classique et devient élève de Gerry McGee (The Ventures),,.
Après avoir déménagé en Angleterre, il joue avec Poet and the One Man Band, Fotheringay et Fairport Convention. Plus tard, il enregistre et/ou tourne avec des artistes tels que Joan Armatrading, Gerry Rafferty, Robert Plant, Elton John, The Proclaimers, Mick Greenwood (en), Johnny Hallyday, Gary Wright, Cliff Richard, Chris Rea, Warren Zevon, Bonnie Raitt, Hank Marvin, Roy Orbison, Nanci Griffith, Iain Matthews (en), The Beach Boys ou encore The Yardbirds. En 1990, il fonde le trio de guitares The Hellecasters avec Will Ray (en) et John Jorgenson (en). Ils enregistrent ensemble plusieurs albums instrumentaux et ont fréquemment tourné dans les années 1990 et au début des années 2000. Donahue sort aussi des cassettes vidéo pédagogiques et produit des projets solo dont Sandy Denny 's Gold Dust (1998) et The Animals' Instinct (2004) ainsi que le dernier album de Fotheringay en 2008.
En 2009, il forme le groupe Gathering - Legends of Folk Rock avec Clive Bunker, Rick Kemp (en), Ray Jackson (en), Doug Morter (en) et sa fille Kristina Donahue.
En février 2011, il rejoint le duo The Electric Revelators (en) de Gordon Wride et Simon Gregory pour une tournée britannique de The Songs Of Robert Johnson à l'occasion des commémorations de sa naissance en 1911. Pendant cette période, The Electric Revelators avec Jerry Donahue, Gordon Wride et Simon Gregory est la tête d'affiche de l'Acoustic Stage Colne Blues Festival en août 2011, interprétant à nouveau les chansons de Robert Johnson - il s'agissait d'une apparition unique au festival.
Le 29 juillet 2016, Jerry Donahue est victime d'un accident vasculaire cérébral. Il est depuis paralysé. Selon des rapports publiés plusieurs semaines plus tard, les médecins ont dit à sa famille qu'il ne jouerait probablement plus jamais de la guitare.

## Discographie
Avec Fotheringay
- 1970 : Fotheringay, Island
- 2008 : Fotheringay 2, Fledg'ling

Avec Johnny Hallyday
- 1971 : Flagrant Délit ; Live at the Palais des Sports ;
- 1972 : Country, Folk, Rock ;
- 1973 : Insolitudes ;

Avec Fairport Convention
- 1973 : Rosie, Island
- 1973 : Nine, Island
- 1974 : A Moveable Feast, Island
- 1975 : Rising for the Moon, Island

Albums solos
- 1986 : Telecasting, Spindrift
- 1988 : Meetings, Fun
- 1992 : Neck of the Wood, Cross Three, Road Goes on...
- 1992 : Country Tech, CPP, Warner Bros.
- 1999 : Telecasting Recast, Pharaoh

Autres
- 2016 : Svenson feat. Jerry Donahue : Yeehaw Journey into Twang, Zimbalam
- 2017 : Jerry Donahue et Susan Rey : Ashgrove Sessions, Susan Rey Music
- 2019 : avec Arlen Roth : Telemasters, Aquinnah Records